# Heinz Huber (Redakteur)
Heinz Huber (* 17. Juni 1922 in Ochsenwang; † 8. Februar 1968 in Stuttgart) war ein deutscher Grafiker, Schriftsteller und Hörspieldramaturg. Als SDR-Fernsehredakteur und Regisseur wurde er zu einem der Pioniere des Dokumentarfilms im Fernsehen der jungen Bundesrepublik Deutschland. Er förderte die Entwicklung der Fernsehreihe Zeichen der Zeit, die er bis zu seinem unerwartet frühen Tod leitete und maßgeblich mitprägte. Heinz Huber erhielt im Rahmen der Produktion der Doku-Serie Das Dritte Reich den ersten Grimme-Preis mit Gold, was ihn auch zu einem Pionier des Geschichtsfernsehens in Deutschland machte.

## Herkunft und Werdegang
Heinz Huber war der Sohn des württembergischen Pfarrers Georg Huber (1898–1930) und gehörte der evangelischen Kirche an. Die Mutter Elisabeth geb. Mährlen (1898–1969) war eine Ur-Enkelin von Johannes Mährlen. Wegen der frühen Trennung seiner Eltern verbrachte Heinz Huber die ersten Kindheitsjahre in Mergentheim bei den Großeltern väterlicherseits. In seinem 1965 erschienenen Buch Anatomie eines Adlers beschrieb er in einem eigenen Kapitel kritisch-liebevoll diese Großeltern, den Oberamtsschulrat Wilhelm Huber (1864–1937) und seine Frau Emma. Ab 1927 lebte Heinz Huber wieder bei der Mutter mit seinem älteren Bruder Peter Huber (1920–1943), der im Zweiten Weltkrieg in Russland fiel. Die Jahre der späteren Kindheit und Jugend waren geprägt durch das Leben in verschiedenen Beziehungen seiner Mutter mit Stationen in Stuttgart, Köln und dem Hochtal Ibach im Südschwarzwald.
Heinz Huber besuchte seit 1934 das Jesuitenkolleg in St. Blasien und seit 1938 das Eberhard-Ludwigs-Gymnasium in Stuttgart, wechselte dann aber 1939 auf die Kunstgewerbeschule Stuttgart, die spätere Kunstakademie am Weißenhof. Er studierte bei Professor Ernst Schneidler Gebrauchsgraphik. Im Februar 1941 kam Huber zunächst zum Reichsarbeitsdienst und im Dezember 1941 als Artilleriesoldat zur Wehrmacht.  Es folgten Kriegseinsätze im besetzten Frankreich und an der Ostfront in Russland, die immer wieder durch zum Teil sehr schwere Verwundungen unterbrochen waren. Nach einem Offizierslehrgang 1944 bei Reims geriet er bei seinem letzten Kriegseinsatz als Fähnrich zur Verteidigung seiner Heimatregion im April 1945 im Schönbuch in französische Kriegsgefangenschaft, aus der er erst im Juni 1947 entlassen wurde.
In den Nachkriegsjahren von 1947 bis 1952 versuchte sich Heinz Huber als freier Schriftsteller und Journalist, konnte damit seinen Lebensunterhalt für sich und seine Familie jedoch nicht bestreiten, so dass er als Schaufensterdekorateur bei einer Stuttgarter Lebensmittelfirma tätig wurde. In dieser Zeit entstanden in der von Kriegsruinen geprägten Innenstadt von Stuttgart Erzählungen, Kurzgeschichten, Hörspiele und Theaterstücke.

## Hörfunk- und Fernsehredakteur beim SDR
Seit 1952 arbeitete Huber beim Süddeutschen Rundfunk (SDR) in der Hörfunkdramaturgie und schrieb zahlreiche Hörspiele. Das 1950 geschriebene Hörspiel Früher Schnee am Fluß wurde 1952 erstmals produziert und gesendet. Es handelt von der Berichterstattung über Kriegsgräuel des Koreakriegs im Radio, die auf abgestumpfte Gleichgültigkeit in westdeutschen Haushalten stoßen konnte. Eine Kernbotschaft des preisgekrönten Hörspiels war: „Wenn die Welt zugrunde gehen wird, so geht sie zugrunde durch die grenzenlose Gleichgültigkeit der Menschen.“ Das Hörspiel wurde von den ARD-Sendern mehrfach wiederholt und auch in Österreich vom ORF des Öfteren ausgestrahlt. Huber leitete seit 1953 die Feature-Redaktion des Hörfunks.
Im Jahre 1953 begannen die Vorbereitungen des SDR für eine Beteiligung im ARD-Fernsehen. Heinz Huber gehörte zu einer Gruppe von ausgewählten Redakteuren, die die Vorarbeiten fürs Fernsehen durchführen sollten. Dazu begab sich Huber für kurzzeitige Studien zum BBC nach London. Der erste Fernsehabend des SDR war am 5. November 1954. Nach einer Ansprache des SDR-Intendanten kam die Sendung Zu ihrer Orientierung von Land und Leuten. Darin stellte Willy Reichert den Zuschauern seine Heimat vor. Regie führte Franz Peter Wirth, das Drehbuch hatte Heinz Huber geschrieben. Im Anschluss sendete der SDR am selben Abend das Drama Ein Opfer für den Wind mit einer Handlung aus der griechischen Sagenwelt.
Heinz Huber wurde 1954 Redakteur für kulturelle und dokumentarische Sendungen im Fernsehen. Er fertigte unter anderem Fernsehsendungen über Thomas Mann, Max Beckmann, Friedrich Schiller, Ronald Searle und Josef Hegenbarth an.
Bundesweites Aufsehen erregte die Sendung des Films Die deutsche Bundeswehr, die am 16. Oktober 1956 ausgestrahlt wurde, dem Tag des Amtsantritts von Verteidigungsminister Franz Josef Strauß. Heinz Huber, der Buch und Regie der Sendung verantwortete, stellte das Thema Wiederbewaffnung (West-)Deutschlands durch die Bundeswehr kritisch dar, so dass der Film von konservativen Kreisen als linkes Propagandamachwerk bezeichnet wurde. Drei Wochen nach der Ausstrahlung sendete die ARD am 8. November 1956 eine Diskussionsrunde mit Verteidigungsminister Franz Josef Strauß, Oberst Wolf Graf von Baudissin, Major Schmückler, dem freien Journalisten Führing in Bonn, Erich Kuby von der Süddeutschen Zeitung, Martin Walser, Heinz Huber und dem Intendanten des SDR, Fritz Eberhard, der die Diskussion leitete. In dem sachlich verlaufenen Gespräch wurden einige der durch den Film hervorgerufenen Missverständnisse ausgeräumt und die Bundeswehr von allen Gesprächsteilnehmern als notwendiger Teil des Staates anerkannt.
Weitere Bekanntheit erreichte Huber durch seine Mitwirkung an der Fernsehdokumentation Das Dritte Reich, ebenso durch die Entwicklung und Leitung der langjährigen SDR-Sendereihe Zeichen der Zeit, zu Beginn in Zusammenarbeit mit Helmut Jedele, Martin Walser und Peter Dreessen, die den SDR jedoch 1959 verließen. In den 1960er Jahren führten insbesondere Dieter Ertel und weitere namhafte Redakteure aus Hubers Team die Sendereihe Zeichen der Zeit fort. In dem Zusammenhang zu nennen sind Corinne Pulver, Wilhelm Bittorf, Georg Friedel, Elmar Hügler, Helmut Greulich und Roman Brodmann. Mit Dieter Ertel und Georg Friedel entwickelte Huber auch die Fernsehserie Cartoon, durch die Loriot im Fernsehen bekannt wurde.
Die Dokumentarfilmabteilung des SDR unter Leitung von Heinz Huber kultivierte in der Ära Adenauer jenen kritischen und ironischen Stil, der den Geist der westdeutschen Studentenbewegung der 1960er Jahre mitprägte, wenngleich sich die Dokumentarfilmabteilung als verfassungskonformes journalistisches Korrektiv empfand, ganz im Gegensatz zum radikalen polit-ökonomischen und neomarxistischen Denken der 1968er Bewegung.
Es gelang Heinz Huber als Chefredakteur und stellvertretendem Fernsehdirektor, die Arbeit seiner häufig kritisierten Kollegen im SDR zu verteidigen und der Dokumentarfilmabteilung die Sendeplätze zu erhalten, solange er lebte.
Am 8. Februar 1968 starb Huber, erst 45 Jahre alt, an einem Herzinfarkt. Er befand sich im Zug von Bonn nach Stuttgart, während der Rückfahrt von einer Sitzung der Hauptabteilungsleiter der deutschen Fernsehsendeanstalten in Bonn.
In den vierzehn Jahren seiner Tätigkeit für das SDR-Fernsehen hatte er für rund 60 Filme auf den unterschiedlichsten Gebieten das Drehbuch erstellt und zum Teil auch selbst Regie geführt. Er gilt nach wie vor als Pionier des Dokumentarfilms im Fernsehen. Bei seinen Filmen ging es ihm nicht nur darum, die Wirklichkeit möglichst detailgetreu abzubilden, sondern den Zuschauern zudem das Erkennen der Wahrheit zu ermöglichen.

## Privatleben
Heinz Huber war zweimal verheiratet. Aus der ersten Ehe stammen zwei Töchter, wobei die zweite Tochter schon als Säugling verstarb. Aus der zweiten Ehe stammen ein Sohn und eine weitere Tochter. Der Sohn Martin Huber studierte Rechtswissenschaften und war seit 2012 als Senatsdirektor im Dienst der Freien und Hansestadt Hamburg Leiter des Amtes für Verkehr und Straßenwesen bei der Behörde für Wirtschaft, Verkehr und Innovation.

## Auszeichnungen
- Adolf-Grimme-Preis 1964 mit Gold am 16. Januar 1964 in Marl verliehen für die Sendung Der SS-Staat im Rahmen der Fernsehserie Das Dritte Reich
- Adolf-Grimme-Preis 1968 als posthume Ehrung für seine Verdienste auf dem Gebiet bildender Fernsehsendungen

## Werke

### Autor von Theaterstücken (Auswahl)
- Die Grenze. Einakter, 1950
- Draußen, das gibt es nicht, uraufgeführt 1951 im Theater Erlangen

### Hörspiele (Auswahl)
Als Autor:
- 1952: Früher Schnee am Fluß. – Regie: Fritz Schröder-Jahn (Original-Hörspiel – NWDR Hamburg)
- 1952: Zwölf Uhr zwei Minuten vierzehn Sekunden. Akustische Bilanz eines Augenblicks – Regie: Cläre Schimmel (Originalhörspiel, Kurzhörspiel – SDR)
- 1953: Das Funkstudio: Koch bis Kruse. Hörspiel um Radiomeldungen über Gefallene – Regie: Helmut Jedele (Hörspiel – SDR)
- 1953: Die Ballade von Hapalo und dem Staat. – Regie: Oskar Nitschke (Originalhörspiel – SDR)
- 1953: Früher Schnee am Fluß. – Regie: Ernst Willner (Originalhörspiel – ORF Kärnten)
- 1953: Das gnadenbringende Strafgericht. – Regie: Cläre Schimmel (Originalhörspiel – SDR)
- 1954: Paul oder Jeder ist sich selbst der Nächste. Ein Traktat von der Tragik des guten Willens – Regie: Martin Walser (Originalhörspiel – HR)
- 1954: Zwölf Uhr zwei Minuten vierzehn Sekunden. Akustische Bilanz eines Augenblicks – Regie: Hermann Brix (Originalhörspiel, Kurzhörspiel – ORF Tirol)
- 1954: Die Ballade von Hapalo und dem Staat. – Regie: Nicht angegeben (Originalhörspiel – DRS)
- 1955: Humanitas: Früher Schnee am Fluß. – Regie: Albert Carl Weiland (Originalhörspiel – Radio Saarbrücken)
- 1955: Das Kloster. – Regie: Kurt Reiss (Originalhörspiel – HR/SDR)
- 1955: Das gnadenbringende Strafgericht. – Regie: Nicht angegeben (Originalhörspiel – DRS)
- 1965: Früher Schnee am Fluß. – Regie: Otto Ambros (Originalhörspiel – ORF Wien)

Ohne weitere Angaben:
- Rodrigos Laden.
- Hintergründe eines Kinderbriefes.
- Rosen und Edelmuth.

Als Bearbeiter (Wort):
- 1953: Gerhart Herrmann Mostar: Die Schöne und der Dieb. Eine Funkballade mit Musik – Regie: Paul Land (SDR)
- 1953: Hans Hömberg: Kirschen für Rom – Regie: Cläre Schimmel (SDR)
- 1956: Ödön von Horváth: Glaube Liebe Hoffnung. Ein kleiner Totentanz in fünf Bildern. Als Moritat bearbeitet für den Rundfunk – Regie: Franz Peter Wirth (SDR)

### Dokumentarfilme der ARD (Auswahl)
- Zu Ihrer Orientierung. Willy Reichert berichtete über Land und Leute, Drehbuch, Regie: Franz Peter Wirth, 1954
- Vom Himmel hoch, da komm ich her. Sternsinger in einer kleinen Stadt, Drehbuch, Regie: Franz Peter Wirth, 1954
- Altdeutsche Weihnachtsbilder, 1954
- Der Rottweiler Narrensprung. Ein Fernsehfilm über alemannische Fasnachtsbräuche, 1955
- Wasser für die Gerechten, 1955
- In Tyrannos. Dokumentarfilm über den jungen Friedrich Schiller, zusammen mit Peter Adler, 1955
- Thomas Mann. Fernsehfilm, zusammen mit Peter Dreessen, Regie, 1955
- Der Türken-Louis. Ein Fernsehfilm über Markgraf Ludwig Wilhelm von Baden, 1955
- Ein Wille und kein Weg. Fernsehsendung zusammen mit Dieter Raabe und Martin Walser, 1955
- Willy Reichert plaudert aus der Schule, 1955
- Das gnadenbringende Strafgericht. Fernsehfilm, Drehbuch, 1956
- Nur zum Spaß. Fernsehsendung zusammen mit Rainer Wolffhardt, 1956
- Kleine Reise in den großen Sand. Fernsehfilm zusammen mit Thomas Münster, 1956
- Arzneischrank der Seele, 1956
- Max Beckmann. Das Werk eines Malers. Fernsehsendung, 1956
- Die deutsche Bundeswehr. Fernsehfilm, Drehbuch und Regie, 1956, in der Reihe Im Blickpunkt – Zeitgeschehen – genauer betrachtet, erstmals gesendet im Deutschen Fernsehen am 16. Oktober 1956
- Die B 707. Fernsehfilm, Drehbuch und Regie, 1957
- 40 Cents für Manhattan. Fernsehfilm, Drehbuch, Produktion und Regie, 1957
- Der große Damm. Fernsehkurzfilm über das Stauwerk Grande Dixence, Drehbuch und Regie, 1957
- Knöpfe, die sich selber drücken. Eine Fernsehsendung über die Automation und ihre Folgen, zusammen mit Peter Dreessen, 1957
- Camping-Notizen. Fernsehfilm, Drehbuch und Regie, 1957
- Weikersheim – Eine kleine Stadt wird gefilmt. Fernsehfilm, Drehbuch, 1957
- Das Grabtuch von Turin. Fernsehfilm, zusammen mit Artur Müller, Regie 1958
- Das Lothringer Kreuz. Fernsehfilm, Drehbuch und Regie, 1958
- Religion und Macht. Fernsehfilm, Drehbuch, 1958
- Schiller im Bildnis. Schillers Leben und Persönlichkeit an Hand von Bildwerken. Fernsehsendung 1959
- Hurra für St. Trinian, 1959
- Frankreich – ein Jahr danach. Fernsehfilm, Drehbuch, 1959
- Menschen in Lagern, 1960
- Der Bildhauer Otto Baum. Fernsehfilm zusammen mit Rainer Wolffhardt, 1960
- Der große Rindfleischvertrag. Fernsehfilm zusammen mit Teddy Aeby, 1960
- Alexander von Bernus. Ein Fernsehbericht über den 80-jährigen Dichter, 1960
- Das Dritte Reich, 14-teilige Fernsehserie von WDR und SDR, Drehbuch und Regie mit Artur Müller, 1960 – 1961
- Die Bürgschaft. Fernsehfilm zusammen mit Teddy Aeby, 1961
- Dichter zeichnen, 1961
- Männer, Frauen, Hunde. Die Welt des Zeichners James Thurber, 1961
- Paul Flora. Versuch eines alpinen Künstlerporträts am untauglichen Objekt, 1962
- Das Dritte Reich. Wie es dazu kam. Fernsehbericht zusammen mit Artur Müller, 1963
- Joseph Hegenbarth. Fernsehsendung 1963
- Europa im Detail. Miniserie, Drehbuch, 2 Folgen (The Times, St. Cyr), 1963
- Königgrätz 1866. Eine Dokumentation, 1966
- Königgrätz und die Folgen. Diskussionssendung zusammen mit Hans Bausch, 1966
- Albert Einstein. Bilder zu seinem Leben, 1968

### Buchveröffentlichungen
- Mitautor in dem Werk Auf den Spuren der Zeit. Junge deutsche Prosa. Herausgegeben von Rolf Schroers, List Verlag, München 1959
- mit Artur Müller als Herausgeber: Das Dritte Reich. Seine Geschichte in Texten, Bildern und Dokumenten. 2 Bände, Verlag Kurt Desch, München 1964, als Begleitbuch zur ARD Doku-Serie Das Dritte Reich
- Hebenstreit. Ein Traktat vom Hochmut und sechs andere Erzählungen. Mit sechs Zeichnungen von Roman Armin Buresch, Sammlung Die Löwengrube, Diogenes Verlag, Zürich 1965
- Anatomie eines Adlers. Ein Deutschlandbuch. Mit Karikaturen über Deutschland von Ronald Searle, Verlag Kurt Desch, München 1966
- mit Artur Müller: Das Dritte Reich. Seine Geschichte in Texten, Bildern und Dokumenten. Taschenbuchkonvolut aus sechs Bänden unter Mitwirkung von Waldemar Besson mit einem Vorwort von Hans Bausch, Verlag Kurt Desch, München 1969
- Anatomie eines Adlers. Ein Deutschlandbuch. Mit Karikaturen über Deutschland von Ronald Searle, Lizenzausgabe des Kurt Desch Verlages, Deutscher Taschenbuch Verlag, München 1971, ISBN 3-423-00768-0
- mit Artur Müller als Herausgeber: Das Dritte Reich. Seine Geschichte in Texten, Bildern und Dokumenten. 2 Bände, Lizenzausgabe im Verlag R. Löwit, Wiesbaden 1975

### Sonstige Veröffentlichungen (Auswahl)
- Dokumentarische Wirklichkeit im Fernsehen. In: Rundfunk und Fernsehen. Heft 2, 1956, ISSN 0035-9874, S. 156–158
- Der neue Weg zur Wirklichkeit. In: Rundfunk und Fernsehen. Heft 1, 1958, S. 52
- Sprache im Fernsehbericht. In: Sprache im technischen Zeitalter, 1. Jahrgang (1961), Heft 2, S.  130–134
- Zehn-Jahres-Bericht der Dokumentar-Abteilung des SDR 1954–1964.